# Comps (Gard)
Comps is een gemeente in het Franse departement Gard (regio Occitanie). De plaats maakt deel uit van het arrondissement Nîmes. Comps telde op 1 januari 2022 1.703 inwoners.

## Geografie
De oppervlakte van Comps bedroeg op 1 januari 2022 8,6 vierkante kilometer; de bevolkingsdichtheid was toen 198 inwoners per km².

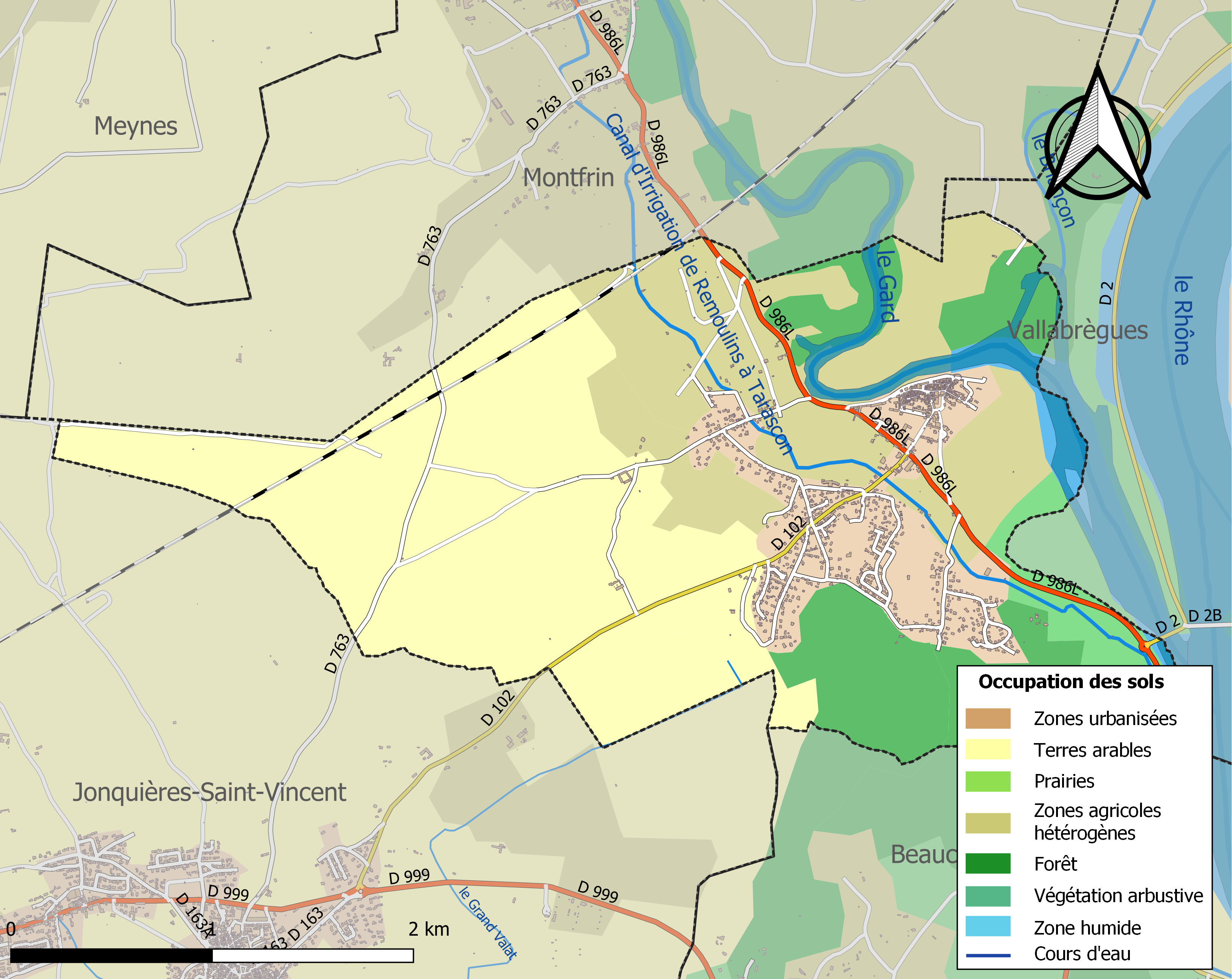
Kaart van de gemeente met belangrijkste infrastructuur, bodemgebruik en omliggende gemeenten

## Demografie
Onderstaande figuur toont het verloop van het inwonertal (bron: INSEE-tellingen).